# 志和インターチェンジ
志和インターチェンジ（しわインターチェンジ）は広島県東広島市志和町冠にある山陽自動車道のインターチェンジである。

## 歴史
- 1987年（昭和62年）3月24日：志和IC - 広島東IC間開通に伴い、供用開始[1]。
- 1988年（昭和63年）7月27日：西条IC - 志和IC間開通[1]。

## 周辺
- 志和流通団地

## 接続する道路
- 直接接続
  - 広島県道83号志和インター線
- 間接接続
  - 国道2号

- この前後では、国道2号線と山陽自動車道が遠ざかることや、国道2号も安芸バイパス区間が未開通のため混雑が激しい区間を迂回するための利用者が多い。

## 料金所
- ブース数：6

### 入口
- ブース数：2
  - ETC専用：1
  - 一般：1

### 出口
- ブース数：4
  - ETC専用：1
  - ETC・一般：1
  - 一般：2

## 志和バスストップ
料金所外側に高速道路用のバス停留所（志和バスストップ）が設けられているが、2019年（令和元年）現在ではこのバス停に停車する高速バスは存在しない。

## 隣
E2 山陽自動車道
(26)西条IC - 八本松SIC（事業中） - (27)志和IC - 奥屋PA - (28/28-1)広島東IC
※IC番号28-1は広島高速1号線の都市高速広島東IC及び広島東JCT